# Diplazium roemerianum
Diplazium roemerianum är en majbräkenväxtart som först beskrevs av Gustav Kunze och fick sitt nu gällande namn av Karel Presl.
Diplazium roemerianum ingår i släktet Diplazium och familjen Athyriaceae. Utöver nominatformen finns också underarten Diplazium roemerianum rufescens.